# Canthon auricollis
Canthon auricollis är en skalbaggsart som beskrevs av Ludwig Redtenbacher 1867. Canthon auricollis ingår i släktet Canthon och familjen bladhorningar. Inga underarter finns listade.